# Памятник Надежде Крупской
Памятник Надежде Крупской — памятник жене и соратнице В. И. Ленина на площади Сретенских Ворот в Москве.
Памятник выполнен в виде стоящей женской фигуры, задрапированной тканью, позади фигуры установлены два 10-метровых пилона, на которых нанесены даты жизни и цитаты из её выступлений.

На одном пилоне:

1869 26 февраля

Марксизм — дал мне величайшее счастье, какого только может желать человек: знание, куда надо идти, спокойную уверенность в конечном исходе дела, с которым связала свою жизнь.

Мне выпало на долю большое счастье видеть, как росла сила и мощь рабочего класса, как росла его партия, пришлось быть свидетельницей величайшей в мире революции, видеть уже ростки нового, социалистического строя, видеть, как жизнь начинает перестраиваться в своих основах.

На другом пилоне:

1939 27 февраля

Держите крепче связь с массами, проводите в жизнь заветы Ленина.

Цель нашей школы — воспитывать полезного члена общества, жизнерадостного, здорового, работоспособного, проникнутого общественными инстинктами, обладающего организационными навыками, сознающего своё место в природе и обществе, умеющего разбираться в текущих событиях — стойкого борца за идеалы рабочего класса, умелого строителя коммунистического общества .

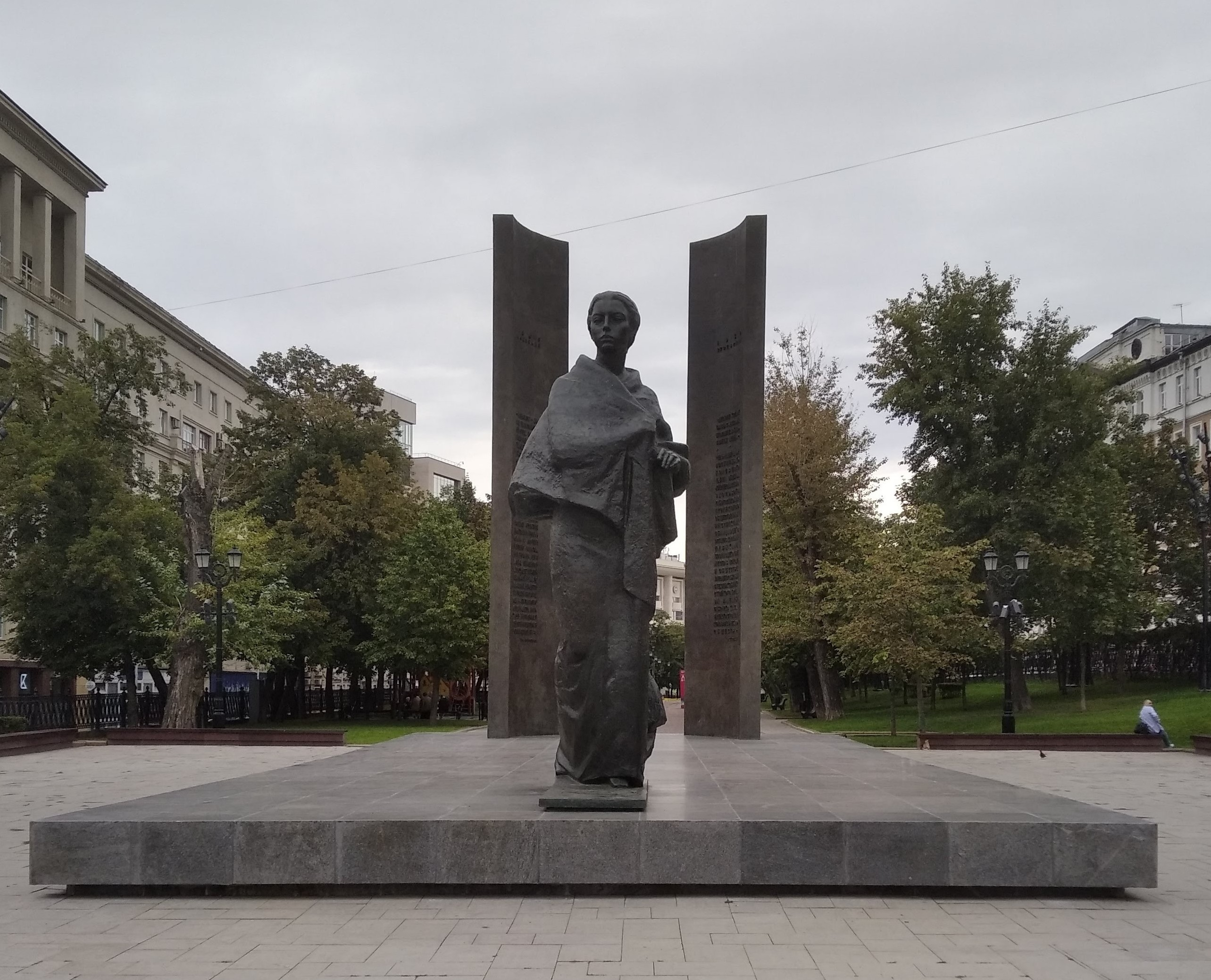
Современный вид памятника (2024)

Образ Крупской показан в нестандартной манере: не привычная всем бабушка, а молодая женщина-революционерка.
Сам памятник и пилоны бронзовые, основание — гранитное.
Авторы: скульпторы Е. Ф. Белашова, А. М. Белашов, архитектор — В. Л. Воскресенский.
Памятник был торжественно открыт 1 июня 1976 года, в Международный день защиты детей. Это место для установки было выбрано не случайно — неподалеку от памятника, на Сретенском  бульваре в доме страхового общества Россия с 1921-го по 1925 год размещался Народный комиссариат просвещения, где Крупская в период создания советской системы народного образования работала председателем Главполитпросвета. Изначально на этом месте планировалось поставить памятник А. С. Щербакову.
В 2002 году была проведена реставрация памятника.